# Harnischdorf
Harnischdorf (niedersorbisch Harnišojce) ist ein Gemeindeteil von Groß Oßnig, einem Ortsteil der Gemeinde Neuhausen/Spree im Landkreis Spree-Neiße in Brandenburg. Bis zum 19. September 2004 war Harnischdorf Ortsteil von Groß Oßnig.

## Lage
Harnischdorf liegt in der Niederlausitz, etwa neun Kilometer Luftlinie südlich des Cottbuser Stadtzentrums. Umliegende Ortschaften sind die Cottbuser Stadtteile Groß Gaglow und Gallinchen im Norden, Groß Oßnig im Osten, Klein Döbbern im Südosten, die Drebkauer Gemeindeteile Oelsnig und Reinpusch im Westen sowie der Ortsteil Klein Gaglow der Gemeinde Kolkwitz im Nordwesten.
Harnischdorf liegt an einer Gemeindestraße, die nach Groß Oßnig führt. Dort ist das Dorf an die Bundesstraße 97 von Spremberg nach Cottbus sowie an die Landesstraße 472 nach Neuhausen angebunden. Unmittelbar westlich führt die Bahnstrecke der Lausitzer Grubenbahn an Harnischdorf vorbei. Nördlich und östlich von Harnischdorf kreuzt die Grubenbahn die Gemeindestraße nach Harnischdorf mit einem Bahnübergang. Ebenfalls westlich fließt der Tschugagraben. 
Im Harnischdorfer Dorfkern liegt der Knotenpunkt 91 des örtlichen Fahrradwegweisungssystems des Landkreises Spree-Neiße, denn von Harnischdorf führen Radwege nach Cottbus, Schorbus und Klein Döbbern.

## Geschichte
ÜberbilderungDer Ort Harnischdorf wurde im Jahr 1825 als Kolonie der Gemeinde Groß Oßnig angelegt. Gegründet wurde die Siedlung von dem Kaufmann Friedrich Harnisch, nach dem der Ort benannt ist. Laut der Topographisch-statistischen Übersicht des Regierungsbezirks Frankfurt a. d. O. aus dem Jahr 1844 gab es in Harnischdorf in diesem Jahr 17 Wohngebäude, der Ort hatte damals 78 Einwohner und war nach Groß Oßnig eingepfarrt. Laut Arnošt Muka war Harnischdorf 1884 noch vollkommen Sorbisch. In Harnischdorf gab es 1895 127 Einwohner und 29 Familien. Davon waren 17 Familiennamen sorbischen Ursprungs, nur in sechs Familien wurde zu Hause Deutsch gesprochen. In den anderen Familien verstanden alle Kinder zu diesem Zeitpunkt Sorbisch, sprachen untereinander jedoch deutsch (wie sie es aus der Schule gewohnt waren), mit den Eltern und Erwachsenen Sorbisch.
Harnischdorf gehörte zum Zeitpunkt der Dorfgründung zum Königreich Preußen und dort zum Kreis Cottbus im Regierungsbezirk Frankfurt in der Provinz Brandenburg. Nach dem Ende des Zweiten Weltkrieges wurde die Gemeinde Groß Oßnig, zu der Harnischdorf gehörte, Teil der Sowjetischen Besatzungszone und später der DDR. Bei der Kreisreform am 25. Juli 1952 kam das Dorf an den Kreis Cottbus (ab 1954 Kreis Cottbus-Land) im Bezirk Cottbus. Nach der Wiedervereinigung wurde der Kreis Cottbus-Land in Landkreis Cottbus umbenannt und schließlich aufgelöst. Im Zuge der Kreisreform Brandenburg 1993 kam die Gemeinde Groß Oßnig mit ihren Ortsteilen in den Landkreis Spree-Neiße. Am 19. September 2004 wurde Groß Oßnig mit seinen Ortsteilen nach Neuhausen/Spree eingemeindet.

## Bevölkerungsentwicklung
| Jahr      | 1844 | 1895 | 2015 | 2020 | 2024 |
| --------- | ---- | ---- | ---- | ---- | ---- |
| Einwohner | 78   | 127  | 110  | 90   | 90   |

## Nachweise
1. ↑  Rudolf Lehmann (Hrsg.): Historisches Ortslexikon für die Niederlausitz. Band 2: Die Kreise Cottbus, Guben, Spremberg und Sorau. Verlag Klaus-D. Becker, Potsdam 2011, ISBN 978-3-9419-1990-7, S. 44.
2. ↑  Reinhard E. Fischer: Die Ortsnamen der Länder Brandenburg und Berlin. Alter – Herkunft – Bedeutung. be.bra Wissenschaft, Berlin 2005, S. 74.
3. ↑  Topographisch-statistische Übersicht des Regierungsbezirks Frankfurt a. d. O. 1844, S. 40 (bsb-muenchen.de).
4. ↑  Arnošt Muka: Statistik der Lausitzer Sorben. Deutsch von Robert Lorenz. Domowina-Verlag, Bautzen 2019, S. 53.
5. ↑  Sorbisches Kulturarchiv, ZM XXXV 17 D, Blatt 4.
6. ↑  Harnischdorf im Geschichtlichen Ortsverzeichnis. Abgerufen am 31. Juli 2018.